# Distretto di Humenné
Il distretto di Humenné (okres Humenné) è un distretto della regione di Prešov, nella Slovacchia orientale.
Prima del 1918, la maggior parte dell'attuale distretto faceva parte della contea ungherese di Zemplín, eccetto un'area a est di Porúbka nei Monti Vihorlat (Vihorlatské vrchy) che faceva parte della contea di Ung.

## Geografia antropica
Il distretto è composto da 1 città e 61 comuni:

### Città
- Humenné

### Comuni
- Adidovce
- Baškovce
- Brekov
- Brestov
- Chlmec
- Černina
- Dedačov
- Gruzovce
- Hankovce
- Hažín nad Cirochou
- Hrabovec nad Laborcom
- Hrubov
- Hudcovce
- Jabloň
- Jankovce
- Jasenov
- Kamenica nad Cirochou
- Kamienka
- Karná
- Kochanovce
- Košarovce

- Koškovce
- Lackovce
- Lieskovec
- Lukačovce
- Ľubiša
- Maškovce
- Modra nad Cirochou
- Myslina
- Nechválova Polianka
- Nižná Jablonka
- Nižná Sitnica
- Nižné Ladičkovce
- Ohradzany
- Pakostov
- Papín
- Porúbka
- Prituľany
- Ptičie
- Rohožník
- Rokytov pri Humennom

- Rovné
- Ruská Kajňa
- Ruská Poruba
- Slovenská Volová
- Slovenské Krivé
- Sopkovce
- Topoľovka
- Turcovce
- Udavské
- Valaškovce
- Veľopolie
- Víťazovce
- Vyšná Jablonka
- Vyšná Sitnica
- Vyšné Ladičkovce
- Vyšný Hrušov
- Závada
- Závadka
- Zbudské Dlhé
- Zubné